# Налдин, Василий Савельевич
Василий Савельевич Налдин (9 ноября 1922, Старое Шайгово, Инсарский уезд, Пензенская губерния — 27 июля 1989, Москва, Московская область) — советский военный, участник Великой Отечественной войны, командир орудия 1071-го истребительно-противотанкового артиллерийского Брестского Краснознамённого полка (11-й танковый корпус, 69-я армия, 1-й Белорусский фронт), старший сержант. Один из 29-и полных кавалеров, награждённых четырьмя орденами Славы (двумя орденами Славы 2-й степени).

## Биография
Василий Налдин родился 9 ноября 1922 года в селе Старое Шайгово Пензенской губернии в крестьянской семье. Мордвин по национальности. Окончил 10 классов. Работал поваром в городе Загорске.
В Красную Армию призван в декабре 1942 года Загорским райвоенкоматом Московской области. В боях Великой Отечественной войны с февраля 1943 года. Член ВКП(б)/КПСС с 1944 года.
Наводчик орудия 1071-го истребительно-противотанкового артиллерийского полка (65-я армия, 1-й Белорусский фронт) младший сержант Василий Налдин 23 декабря 1943 года в бою у деревни Озаричи Калинковичского района Гомельской области Белоруссии метким огнём вывел из строя вражеский танк и свыше отделения пехоты противника.
За мужество и отвагу, проявленные в боях, 19 января 1944 года младший сержант Налдин Василий Савельевич награждён орденом Славы 3-й степени.
Командир орудия 1071-го истребительно-противотанкового артиллерийского полка (4-й гвардейский Кубанский казачий кавалерийский корпус, 1-й Белорусский фронт) сержант Налдин 20 июля 1944 года на брестском направлении у деревни Видомля вместе с вверенным ему орудийным расчётом уничтожил танк, две автомашины, четыре пулемёта, две повозки, ликвидировал более полутора десятка вражеских солдат и офицеров.
За мужество и отвагу, проявленные в боях, 29 августа 1944 года сержант Налдин Василий Савельевич награждён орденом Славы 2-й степени.
В ходе Бобруйской наступательной операции, в районе деревни Сычково, расположенной в восьми километрах северо-западнее города Бобруйска, Василий Налдин с вверенным ему артиллерийским расчётом отразил нападение неприятеля на батарею, уничтожив значительное количество гитлеровцев. 19 сентября 1944 года повторно награждён орденом Славы 2-й степени (награда вручена после войны).
Командир орудия 1071-го истребительно-противотанкового артиллерийского полка (11-й танковый корпус, 69-я армия, 1-й Белорусский фронт) старший сержант Василий Налдин со своими подчинёнными 15 января 1945 года в боях за польский город Радом подавил огонь миномётной батареи, шести пулемётов, двух дзотов.
Указом Президиума Верховного Совета СССР от 24 марта 1945 года за образцовое выполнение заданий командования в боях с немецко-фашистскими захватчиками старший сержант Налдин Василий Савельевич награждён орденом Славы 1-й степени, стал полным кавалером ордена Славы.
В 1949 году старшина В. С. Налдин демобилизован. Жил в Москве. Работал заместителем директора станции технического обслуживания автомобилей. Участник юбилейного Парада Победы в Москве на Красной площади в 1985 году.
Скончался 27 июля 1989 года. Похоронен в Москве на Щербинском Центральном кладбище (участок 14).
В декабре 2020 года имя сержанта Налдина присвоено проезду в Сергиевом Посаде.

## Награды
- Орден Славы 1-й степени (№ 995)
- Два ордена Славы 2-й степени (№ 35410 и № ?)
- Орден Славы 3-й степени (№ 4755)
- Орден Отечественной войны 1-й степени
- Орден Отечественной войны 2-й степени
- другие медали